# AZ Sint-Jan Brugge-Oostende AV
Het AZ Sint-Jan Brugge-Oostende AV was een fusieziekenhuis ontstaan uit de samenwerking tussen de volgende drie ziekenhuizen:
- AZ Sint-Jan, Brugge, 727 erkende bedden
- Sint-Franciscus Xaveriusziekenhuis, Brugge, 139 erkende bedden
- Henri Serruysziekenhuis, Oostende, 329 erkende bedden

In november 2023 verliet het Henri Serruysziekenhuis het fusieziekenhuis, om in Oostende samen met het AZ Damiaan te fusioneren tot het AZ Oostende.
Het AZ Sint-Jan Brugge-Oostende AV was met zijn 3.462 personeelsleden en 258 artsen in 2023 het op een na grootste ziekenhuissysteem in West-Vlaanderen, na het Algemeen Ziekenhuis Delta.
Het ziekenhuis had in 2018 een omzet van 463 miljoen euro.
In de periode 2014-2018 had het AZ Sint-Jan een negatief resultaat van -0,5%, in 2018 ging het om -0,6%. Het eigen vermogen van het ziekenhuis bedroeg 19% van het balanstotaal.